# رون فرانسوا
رون فرانسوا (بالإنجليزية: Ron François)‏ هو كاتب أغاني ومنتج أسطوانات بريطاني، ولد في أبريل 1958.

## وصلات خارجية
- رون فرانسوا على موقع ميوزك برينز (الإنجليزية)
- رون فرانسوا على موقع ديسكوغز (الإنجليزية)